# Kwintus Cecyliusz Metellus Macedoński
Kwintus Cecyliusz Metellus Macedoński (łac. Quintus Caecilus Metellus Macedonicus) (ur. ok. 188 p.n.e., zm. 115 p.n.e.) – członek wpływowego plebejskiego rodu rzymskiego Cecyliuszy, syn Kwintusa Cecyliusza Metellusa, konsula w 206 p.n.e..
W 168 p.n.e. służył pod komendą Lucjusza Emiliusza Paulusa w wojnie w Macedonii. Paulus wysłał swojego syna  Kwintusa Fabiusza oraz Lucjusza Lentulusa i Kwintusa Cecyliusza Metellusa jako posłańców  do Rzymu z wieścią o zwycięstwie pod Pydną nad królem Perseuszem.

## Walki w Macedonii i Grecji
W Macedonii w latach 149-148 p.n.e. wybuchło powstanie antyrzymskie na czele którego stanął Andriskos który podawał się za Filipa, syna króla Macedonii - Perseusza. Rzymianie początkowo wzgardzili Andriskusem, ale w obliczu rozszerzania się powstania, wysłali armię z pretorem Publiuszem Juventiusem Thalną. Juventius dotarł w pobliże Macedonii gdzie Andriskos wydał mu zwycięską bitwę i  zabił pretora. Następnie Andriskos najechał Tesalię, zajmując większą jej część. W związku z tym Rzym jeszcze raz wysłał pretora, tym razem  Kwintusa Cecyliusza Metellusa  z silnym korpusem wojsk. Metellus udał się do Macedonii i otrzymał pomoc floty Attalosa II. Andriskos niepokojąc się  o dzielnice na wybrzeżu, wycofał się  w pobliże Pydny i podzielił swoją armię na dwie części, z których jedną pozostawił na straży, a drugą posłał na plądrowanie Tesalii. Metellus zdołał przekonać Telestesa, jednego z generałów Andriskosa do zdrady i przejścia ze swoją kawalerią na stronę Rzymian. Metellus pokonał po kolei obie armie, Andriskos uciekł do Tracji i po zebraniu sił wydał bitwę Metellusowi, który za nim następował. Wojska Andriskosa zostały rozproszone, a sam Andriskos został zdradzony przez Byzesa, trackiego księcia i pojmany. Metellus odniósł więc całkowite zwycięstwo na tzw. Pseudo_Filipem. Pewien Alexander również oświadczył się być synem Perseusza i zbierając bandę wojowników, zajął całą okolicę wzdłuż rzeki, która nazywa się Nestus, ale i jego pokonał  Metellus i ścigał aż do  Dardanii. Tym samym bunty zostały uśmierzone i Macedonia mogła zostać zamieniona w rzymską prowincję. Związek Achajski, w którym kierowany przez Diajosa i Krytolaosa obóz antyrzymski zdobył przewagę, usiłował zachować niezależność. W zaostrzającej się sytuacji Kwintus Metellus wysłał posłów do Koryntu, gdzie odbywało się ogólne zgromadzenie Achajów. Ich misja zakończyła się niepowodzeniem i Achajowie szykowali się do wojny. Pokonał też Achajów, którzy wtedy wszczęli bunt. Z Achajami, którym z pomocą przyszli Beoci i mieszkańcy Chalkidy, Kwintus Cecyliusz Metellus stoczył bitwę koło Termopil. Po ich klęsce strateg achajski Krytolaos popełnił samobójstwo. W jego miejsce strategiem wybrany został przez Achajów Diajos. Metellus odniósł dalsze zwycięstwa zdobywając Teby i Megarę  i podbił całą Grecję Środkową. Dalsze prowadzenie wojny przejął konsul Lucjusz Mummiusz, który dokończył dzieło przekształcenia Grecji w prowincję rzymską nazwaną Achają. Ale to Metellus był tym, który wykonał większą część walki.

## Rezultaty kampanii macedońskiej
Po powrocie do Rzymu Kwintus Cecyliusz Metellus odbył triumf za zwycięstwa w Macedonii (w pochodzie triumfalnym prowadzono wziętego do niewoli Androniskosa) i zyskał przydomek (agnomen): Macedoński (Macedonicus).
Ze zdobytej Macedonii przewiózł do Rzymu cały szereg posągów konnych, według tradycji wyrzeźbionych przez Lizypa na prośbę Aleksandra Wielkiego i przedstawiających członków gwardii królewskiej poległych w bitwie nad Granikiem. Przy drodze na Pole Marsowe zbudował marmurową świątynię, w której później stanął posąg z kości słoniowej autorstwa Pazytelesa. Przeprowadził rekonstrukcję świątyń Junony i Jowisza Statora. Zbudował publiczne portyki wokól dwóch świątyń.

## Walki w Hiszpanii
Nielubiany przez plebs z powodu nadmiernej surowości i przez to dwukrotnie poniósł klęskę wyborczą starając się o konsulat. Z trudem wybrany konsulem w 143 p.n.e.  udał się do Hiszpanii gdzie w latach 143 p.n.e. - 142 p.n.e. jako prokonsul prowadził wojnę z Celtyberami.
Kwintus Cecyliusz Metellus pobił Celtyberów i  Arewaków ale nie zdobył Numancji. W czasie kampanii wykazał się roztropnością i sprytem: skierował rzekę z wyżej położonego terenu na obóz wrogów usytuowany niżej i wykorzystał  popłoch w obozie nieprzyjaciela z powodu tej nagłej powodzi do ich pokonania; surowością w utrzymywaniu dyscypliny w wojsku: w czasie szturmu na Kontrebię  odesłał kohorty, które ustąpiły pola wrogom, by odzyskały utracone pozycje rozkazując im sporządzenie testamentów w celu zastraszenia żołnierzy, którzy mieli pożegnać się z życiem. Kwintus Metellus i Kwintus Pompejusz, obaj już po konsulacie, byli zajadłymi wrogami Lucjusza Puriusza Filusa, konsula w 136 p.n.e. i w senacie ciągle zgłaszali obiekcje przeciw wyjazdowi konsula do Hiszpanii, prowincji do której został przydzielony. Filus wykazał się determinacją, mimo że byli jego wrogami odważył się mieć ich stale przy sobie i zmusił ich, by poszli z nim jak jego legaci.

## Dalsza kariera polityczna
Wchodził w skład kolegium augurów od około 140 p.n.e.
W 134 lub 133 p.n.e. wraz z Gneuszem Serwiliuszem Cepionem tłumił powstanie niewolników w Minturno i Sinuessie.
W 131 p.n.e. został cenzorem wraz z Kwintusem Pompejuszem, po raz pierwszy w historii Rzymu obaj pochodzili z plebejuszy. Oszacowali 318 000 obywateli. Kwintus Metellus jako cenzor postulował zmuszanie obywateli do ożenku dla zwiększenia liczebności dzieci. Na jego odnośną mowę powoływał się jeszcze cesarz August, kiedy mówił o potrzebie zawierania małżeństw wśród wyższych stanów. Był politycznym rywalem Scypiona Afrykańskiego Młodszego. Ich spór rozpoczął się od rywalizacji w osiągnięciach, ale przerodził się w poważną wrogość. Po śmierci Scypiona okazał jednak publicznie żal, stwierdził, że Republika straciła wielkiego przywódcę i obrońcę. Metellus Macedonicus powiedział także swoim synom, aby  poszli świętować obrzędy pogrzebowe Scypiona, gdyż nigdy nie będą świadkami pogrzebu większego obywatela niż on. Metellus był jednym z czołowych mówców. Przemawiał m.in. w obronie Lucjusza Aureliusza Kotty, oskarżanego przez Scypiona Afrykańskiego o zdzierstwa. Przemawiał także przeciw reformom trybuna ludowego Tyberiusza Grakcha. Zarzucał Grakchowi, że jego zwolennicy naruszają swoim zachowaniem spokój w Rzymie. Uczestniczył w tłumieniu ruchu Gajusza Grakcha, był wśród optymatów, którzy z konsulem Lucjuszem Opimiuszem z bronią ścigali Grakcha na Awentyn, gdzie trybun został zabity.

## Wzór Rzymianina
Gdy wyborcy odmówili mu konsulatu, choć zdobył dla nich Macedonię i Achaję, dwie wspaniałe prowincje, stał się jeszcze lepszym obywatelem: uświadomił sobie jak pilnie będzie musiał pracować podczas konsulatu, skoro zobaczył  jak dużo pracy wymaga jego uzyskanie.
Uważany jest za paradygmat szczęśliwego Rzymianina, który uzyskał wszystkie cywilne i wojskowe zaszczyty i pozostawił wielką i wpływową rodzinę, w tym czterech synów, którzy też uzyskali konsulat. Waleriusz przedstawia jego życie jako przykład pomyślnej fortuny sprzyjającej mu od dnia narodzin aż do czasu śmierci. Pisze, że: urodził się w mieście rządzącym światem; miał najszlachetniejszych  rodziców; obdarzony był wyjątkowymi przymiotami intelektualnymi i siłą fizyczną do znoszenia trudności; znalazł sobie żonę nadzwyczajnie skromną i płodną; zyskał honor konsula, moc generała i chwałę wspaniałego triumfu;  widział swoich synów osiągających najwyższe urzędy; wydał za mąż swoje córki; trzymał w ramionach swoje wnuki; dożył dojrzałego wieku i zakończył życie łagodną śmiercią otoczony najbliższymi.Jednakże w kwiecie godności, wracającego z Pól Marsowych w południe, gdy opustoszałe były Forum i Kapitol, pochwycił go trybun ludu, Gajusz Atiniusz Labeon Macerion,  którego  w czasie swojej cenzury usunął z senatu, i zaciągnął na Skałę Tarpejską, by go zrzucić z niej. Liczne grupy zwolenników nie mogąc zgodnie z prawem opierać się siłą postępowaniu nietykalnego trybuna ludu  zgromadziły się jakby na ceremonię pogrzebową. W ostatnim momencie uniknął śmierci ocalony interwencją innego trybuna. Zmarł w 116 /115 p.n.e., a  jego wspaniały pogrzeb, w którym został odprowadzony do stosu przez synów, którzy już odbyli triumfy, był jakby jego triumfem.

## Dzieci i wnuki
|                          |                          |                          |                          |                          |                          |  |  |                                                                             |                                                                             |                                                                             |                                                                             |                                                                             |                                                                             |  |  |                                                              |                                                              |                                                              |                                                              |                                                              |                                                              |  |  |                                  |                                  |                                  |                                  |                                  |                                  |  |  |                                                                            |                                                                            |                                                                            |                                                                            |                                                                            |                                                                            |  |  |                                             |                                             |                                             |                                             |                                             |                                             |  |  | Kwintus Cecyliusz Metellus Macedoński konsul 143 p.n.e.; cenzor 131 p.n.e. |                                                       |                                                       |                                                       |                                                       |                                                       |  |  |                                                                          |                                                                          |                                                                          |                                                                          |                                                                          |                                                                          |  |  |                                           |                                           |                                           |                                           |                                           |                                           |  |  |                                                       |                                                       |                                                       |                                                       |                                                       |                                                       |  |  |                                                               |                                                               |                                                               |                                                               |                                                               |                                                               |  |  |                                                      |                                                      |                                                      |                                                      |                                                      |                                                      |  |  |                                                  |                                                  |                                                  |                                                  |                                                  |                                                  |  |  |  |  |  |  |  |  |  |  |  |  |  |  |  |  |  |  |  |  |  |  |  |  |  |  |  |  |  |  |  |  |  |  |  |  |  |  |  |  |  |  |  |  |  |  |  |  |  |  |  |  |  |  |  |  |  |  |  |  |  |  |  |  |  |  |  |  |
|                          |                          |                          |                          |                          |                          |  |  |                                                                             |                                                                             |                                                                             |                                                                             |                                                                             |                                                                             |  |  |                                                              |                                                              |                                                              |                                                              |                                                              |                                                              |  |  |                                  |                                  |                                  |                                  |                                  |                                  |  |  |                                                                            |                                                                            |                                                                            |                                                                            |                                                                            |                                                                            |  |  |                                             |                                             |                                             |                                             |                                             |                                             |  |  |                                                                            |                                                       |                                                       |                                                       |                                                       |                                                       |  |  |                                                                          |                                                                          |                                                                          |                                                                          |                                                                          |                                                                          |  |  |                                           |                                           |                                           |                                           |                                           |                                           |  |  |                                                       |                                                       |                                                       |                                                       |                                                       |                                                       |  |  |                                                               |                                                               |                                                               |                                                               |                                                               |                                                               |  |  |                                                      |                                                      |                                                      |                                                      |                                                      |                                                      |  |  |                                                  |                                                  |                                                  |                                                  |                                                  |                                                  |  |  |  |  |  |  |  |  |  |  |  |  |  |  |  |  |  |  |  |  |  |  |  |  |  |  |  |  |  |  |  |  |  |  |  |  |  |  |  |  |  |  |  |  |  |  |  |  |  |  |  |  |  |  |  |  |  |  |  |  |  |  |  |  |  |  |  |  |
|                          |                          |                          |                          |                          |                          |  |  |                                                                             |                                                                             |                                                                             |                                                                             |                                                                             |                                                                             |  |  |                                                              |                                                              |                                                              |                                                              |                                                              |                                                              |  |  |                                  |                                  |                                  |                                  |                                  |                                  |  |  |                                                                            |                                                                            |                                                                            |                                                                            |                                                                            |                                                                            |  |  |                                             |                                             |                                             |                                             |                                             |                                             |  |  |                                                                            |                                                       |                                                       |                                                       |                                                       |                                                       |  |  |                                                                          |                                                                          |                                                                          |                                                                          |                                                                          |                                                                          |  |  |                                           |                                           |                                           |                                           |                                           |                                           |  |  |                                                       |                                                       |                                                       |                                                       |                                                       |                                                       |  |  |                                                               |                                                               |                                                               |                                                               |                                                               |                                                               |  |  |                                                      |                                                      |                                                      |                                                      |                                                      |                                                      |  |  |                                                  |                                                  |                                                  |                                                  |                                                  |                                                  |  |  |  |  |  |  |  |  |  |  |  |  |  |  |  |  |  |  |  |  |  |  |  |  |  |  |  |  |  |  |  |  |  |  |  |  |  |  |  |  |  |  |  |  |  |  |  |  |  |  |  |  |  |  |  |  |  |  |  |  |  |  |  |  |  |  |  |  |
|                          |                          |                          |                          |                          |                          |  |  | Kwintus Cecyliusz Metellus Balearyjski konsul 123 p.n.e.; cenzor 120 p.n.e. | Kwintus Cecyliusz Metellus Balearyjski konsul 123 p.n.e.; cenzor 120 p.n.e. | Kwintus Cecyliusz Metellus Balearyjski konsul 123 p.n.e.; cenzor 120 p.n.e. | Kwintus Cecyliusz Metellus Balearyjski konsul 123 p.n.e.; cenzor 120 p.n.e. | Kwintus Cecyliusz Metellus Balearyjski konsul 123 p.n.e.; cenzor 120 p.n.e. | Kwintus Cecyliusz Metellus Balearyjski konsul 123 p.n.e.; cenzor 120 p.n.e. |  |  |                                                              |                                                              |                                                              |                                                              |                                                              |                                                              |  |  |                                  |                                  |                                  |                                  |                                  |                                  |  |  | Lucjusz Cecyliusz Metellus Diadematus konsul 117 p.n.e.; cenzor 115 p.n.e. | Lucjusz Cecyliusz Metellus Diadematus konsul 117 p.n.e.; cenzor 115 p.n.e. | Lucjusz Cecyliusz Metellus Diadematus konsul 117 p.n.e.; cenzor 115 p.n.e. | Lucjusz Cecyliusz Metellus Diadematus konsul 117 p.n.e.; cenzor 115 p.n.e. | Lucjusz Cecyliusz Metellus Diadematus konsul 117 p.n.e.; cenzor 115 p.n.e. | Lucjusz Cecyliusz Metellus Diadematus konsul 117 p.n.e.; cenzor 115 p.n.e. |  |  | Marek Cecyliusz Metellus konsul 115 p.n.e.  | Marek Cecyliusz Metellus konsul 115 p.n.e.  | Marek Cecyliusz Metellus konsul 115 p.n.e.  | Marek Cecyliusz Metellus konsul 115 p.n.e.  | Marek Cecyliusz Metellus konsul 115 p.n.e.  | Marek Cecyliusz Metellus konsul 115 p.n.e.  |  |  |                                                                            |                                                       |                                                       |                                                       |                                                       |                                                       |  |  | Gajusz Cecyliusz Metellus Kaprariusz konsul 113 p.n.e; cenzor 102 p.n.e. | Gajusz Cecyliusz Metellus Kaprariusz konsul 113 p.n.e; cenzor 102 p.n.e. | Gajusz Cecyliusz Metellus Kaprariusz konsul 113 p.n.e; cenzor 102 p.n.e. | Gajusz Cecyliusz Metellus Kaprariusz konsul 113 p.n.e; cenzor 102 p.n.e. | Gajusz Cecyliusz Metellus Kaprariusz konsul 113 p.n.e; cenzor 102 p.n.e. | Gajusz Cecyliusz Metellus Kaprariusz konsul 113 p.n.e; cenzor 102 p.n.e. |  |  |                                           |                                           |                                           |                                           |                                           |                                           |  |  | Cecylia Metella + Gajusz Serwiliusz Watia             | Cecylia Metella + Gajusz Serwiliusz Watia             | Cecylia Metella + Gajusz Serwiliusz Watia             | Cecylia Metella + Gajusz Serwiliusz Watia             | Cecylia Metella + Gajusz Serwiliusz Watia             | Cecylia Metella + Gajusz Serwiliusz Watia             |  |  |                                                               |                                                               |                                                               |                                                               |                                                               |                                                               |  |  | Cecylia Metella + Publiusz Korneliusz Scypion Nazyka | Cecylia Metella + Publiusz Korneliusz Scypion Nazyka | Cecylia Metella + Publiusz Korneliusz Scypion Nazyka | Cecylia Metella + Publiusz Korneliusz Scypion Nazyka | Cecylia Metella + Publiusz Korneliusz Scypion Nazyka | Cecylia Metella + Publiusz Korneliusz Scypion Nazyka |  |  |                                                  |                                                  |                                                  |                                                  |                                                  |                                                  |  |  |  |  |  |  |  |  |  |  |  |  |  |  |  |  |  |  |  |  |  |  |  |  |  |  |  |  |  |  |  |  |  |  |  |  |  |  |  |  |  |  |  |  |  |  |  |  |  |  |  |  |  |  |  |  |  |  |  |  |  |  |  |  |  |  |  |  |
|                          |                          |                          |                          |                          |                          |  |  | Kwintus Cecyliusz Metellus Balearyjski konsul 123 p.n.e.; cenzor 120 p.n.e. | Kwintus Cecyliusz Metellus Balearyjski konsul 123 p.n.e.; cenzor 120 p.n.e. | Kwintus Cecyliusz Metellus Balearyjski konsul 123 p.n.e.; cenzor 120 p.n.e. | Kwintus Cecyliusz Metellus Balearyjski konsul 123 p.n.e.; cenzor 120 p.n.e. | Kwintus Cecyliusz Metellus Balearyjski konsul 123 p.n.e.; cenzor 120 p.n.e. | Kwintus Cecyliusz Metellus Balearyjski konsul 123 p.n.e.; cenzor 120 p.n.e. |  |  |                                                              |                                                              |                                                              |                                                              |                                                              |                                                              |  |  |                                  |                                  |                                  |                                  |                                  |                                  |  |  | Lucjusz Cecyliusz Metellus Diadematus konsul 117 p.n.e.; cenzor 115 p.n.e. | Lucjusz Cecyliusz Metellus Diadematus konsul 117 p.n.e.; cenzor 115 p.n.e. | Lucjusz Cecyliusz Metellus Diadematus konsul 117 p.n.e.; cenzor 115 p.n.e. | Lucjusz Cecyliusz Metellus Diadematus konsul 117 p.n.e.; cenzor 115 p.n.e. | Lucjusz Cecyliusz Metellus Diadematus konsul 117 p.n.e.; cenzor 115 p.n.e. | Lucjusz Cecyliusz Metellus Diadematus konsul 117 p.n.e.; cenzor 115 p.n.e. |  |  | Marek Cecyliusz Metellus konsul 115 p.n.e.  | Marek Cecyliusz Metellus konsul 115 p.n.e.  | Marek Cecyliusz Metellus konsul 115 p.n.e.  | Marek Cecyliusz Metellus konsul 115 p.n.e.  | Marek Cecyliusz Metellus konsul 115 p.n.e.  | Marek Cecyliusz Metellus konsul 115 p.n.e.  |  |  |                                                                            |                                                       |                                                       |                                                       |                                                       |                                                       |  |  | Gajusz Cecyliusz Metellus Kaprariusz konsul 113 p.n.e; cenzor 102 p.n.e. | Gajusz Cecyliusz Metellus Kaprariusz konsul 113 p.n.e; cenzor 102 p.n.e. | Gajusz Cecyliusz Metellus Kaprariusz konsul 113 p.n.e; cenzor 102 p.n.e. | Gajusz Cecyliusz Metellus Kaprariusz konsul 113 p.n.e; cenzor 102 p.n.e. | Gajusz Cecyliusz Metellus Kaprariusz konsul 113 p.n.e; cenzor 102 p.n.e. | Gajusz Cecyliusz Metellus Kaprariusz konsul 113 p.n.e; cenzor 102 p.n.e. |  |  |                                           |                                           |                                           |                                           |                                           |                                           |  |  | Cecylia Metella + Gajusz Serwiliusz Watia             | Cecylia Metella + Gajusz Serwiliusz Watia             | Cecylia Metella + Gajusz Serwiliusz Watia             | Cecylia Metella + Gajusz Serwiliusz Watia             | Cecylia Metella + Gajusz Serwiliusz Watia             | Cecylia Metella + Gajusz Serwiliusz Watia             |  |  |                                                               |                                                               |                                                               |                                                               |                                                               |                                                               |  |  | Cecylia Metella + Publiusz Korneliusz Scypion Nazyka | Cecylia Metella + Publiusz Korneliusz Scypion Nazyka | Cecylia Metella + Publiusz Korneliusz Scypion Nazyka | Cecylia Metella + Publiusz Korneliusz Scypion Nazyka | Cecylia Metella + Publiusz Korneliusz Scypion Nazyka | Cecylia Metella + Publiusz Korneliusz Scypion Nazyka |  |  |                                                  |                                                  |                                                  |                                                  |                                                  |                                                  |  |  |  |  |  |  |  |  |  |  |  |  |  |  |  |  |  |  |  |  |  |  |  |  |  |  |  |  |  |  |  |  |  |  |  |  |  |  |  |  |  |  |  |  |  |  |  |  |  |  |  |  |  |  |  |  |  |  |  |  |  |  |  |  |  |  |  |  |
|                          |                          |                          |                          |                          |                          |  |  |                                                                             |                                                                             |                                                                             |                                                                             |                                                                             |                                                                             |  |  |                                                              |                                                              |                                                              |                                                              |                                                              |                                                              |  |  |                                  |                                  |                                  |                                  |                                  |                                  |  |  |                                                                            |                                                                            |                                                                            |                                                                            |                                                                            |                                                                            |  |  |                                             |                                             |                                             |                                             |                                             |                                             |  |  |                                                                            |                                                       |                                                       |                                                       |                                                       |                                                       |  |  |                                                                          |                                                                          |                                                                          |                                                                          |                                                                          |                                                                          |  |  |                                           |                                           |                                           |                                           |                                           |                                           |  |  |                                                       |                                                       |                                                       |                                                       |                                                       |                                                       |  |  |                                                               |                                                               |                                                               |                                                               |                                                               |                                                               |  |  |                                                      |                                                      |                                                      |                                                      |                                                      |                                                      |  |  |                                                  |                                                  |                                                  |                                                  |                                                  |                                                  |  |  |  |  |  |  |  |  |  |  |  |  |  |  |  |  |  |  |  |  |  |  |  |  |  |  |  |  |  |  |  |  |  |  |  |  |  |  |  |  |  |  |  |  |  |  |  |  |  |  |  |  |  |  |  |  |  |  |  |  |  |  |  |  |  |  |  |  |
| Cecylia Metella westalka | Cecylia Metella westalka | Cecylia Metella westalka | Cecylia Metella westalka | Cecylia Metella westalka | Cecylia Metella westalka |  |  | Cecylia Metela Balearyka                                                    | Cecylia Metela Balearyka                                                    | Cecylia Metela Balearyka                                                    | Cecylia Metela Balearyka                                                    | Cecylia Metela Balearyka                                                    | Cecylia Metela Balearyka                                                    |  |  | Kwintus Cecyliusz Metellus Nepos konsul 98 p.n.e. + Serwilia | Kwintus Cecyliusz Metellus Nepos konsul 98 p.n.e. + Serwilia | Kwintus Cecyliusz Metellus Nepos konsul 98 p.n.e. + Serwilia | Kwintus Cecyliusz Metellus Nepos konsul 98 p.n.e. + Serwilia | Kwintus Cecyliusz Metellus Nepos konsul 98 p.n.e. + Serwilia | Kwintus Cecyliusz Metellus Nepos konsul 98 p.n.e. + Serwilia |  |  | Kwintus Cecyliusz Metellus Celer | Kwintus Cecyliusz Metellus Celer | Kwintus Cecyliusz Metellus Celer | Kwintus Cecyliusz Metellus Celer | Kwintus Cecyliusz Metellus Celer | Kwintus Cecyliusz Metellus Celer |  |  |                                                                            |                                                                            |                                                                            |                                                                            |                                                                            |                                                                            |  |  | Cecylia Metella + Appiusz Klaudiusz Pulcher | Cecylia Metella + Appiusz Klaudiusz Pulcher | Cecylia Metella + Appiusz Klaudiusz Pulcher | Cecylia Metella + Appiusz Klaudiusz Pulcher | Cecylia Metella + Appiusz Klaudiusz Pulcher | Cecylia Metella + Appiusz Klaudiusz Pulcher |  |  | Kwintus Cecyliusz Metellus Kreteński konsul 69 p.n.e.                      | Kwintus Cecyliusz Metellus Kreteński konsul 69 p.n.e. | Kwintus Cecyliusz Metellus Kreteński konsul 69 p.n.e. | Kwintus Cecyliusz Metellus Kreteński konsul 69 p.n.e. | Kwintus Cecyliusz Metellus Kreteński konsul 69 p.n.e. | Kwintus Cecyliusz Metellus Kreteński konsul 69 p.n.e. |  |  | Lucjusz Cecyliusz Metellus konsul 68 p.n.e.                              | Lucjusz Cecyliusz Metellus konsul 68 p.n.e.                              | Lucjusz Cecyliusz Metellus konsul 68 p.n.e.                              | Lucjusz Cecyliusz Metellus konsul 68 p.n.e.                              | Lucjusz Cecyliusz Metellus konsul 68 p.n.e.                              | Lucjusz Cecyliusz Metellus konsul 68 p.n.e.                              |  |  | Marek Cecyliusz Metellus pretor 69 p.n.e. | Marek Cecyliusz Metellus pretor 69 p.n.e. | Marek Cecyliusz Metellus pretor 69 p.n.e. | Marek Cecyliusz Metellus pretor 69 p.n.e. | Marek Cecyliusz Metellus pretor 69 p.n.e. | Marek Cecyliusz Metellus pretor 69 p.n.e. |  |  | Publiusz Serwiliusz Watia Izauryjski konsul 79 p.n.e. | Publiusz Serwiliusz Watia Izauryjski konsul 79 p.n.e. | Publiusz Serwiliusz Watia Izauryjski konsul 79 p.n.e. | Publiusz Serwiliusz Watia Izauryjski konsul 79 p.n.e. | Publiusz Serwiliusz Watia Izauryjski konsul 79 p.n.e. | Publiusz Serwiliusz Watia Izauryjski konsul 79 p.n.e. |  |  | Publiusz Korneliusz Scypion Nazyka pretor 93 p.n.e. + Licynia | Publiusz Korneliusz Scypion Nazyka pretor 93 p.n.e. + Licynia | Publiusz Korneliusz Scypion Nazyka pretor 93 p.n.e. + Licynia | Publiusz Korneliusz Scypion Nazyka pretor 93 p.n.e. + Licynia | Publiusz Korneliusz Scypion Nazyka pretor 93 p.n.e. + Licynia | Publiusz Korneliusz Scypion Nazyka pretor 93 p.n.e. + Licynia |  |  |                                                      |                                                      |                                                      |                                                      |                                                      |                                                      |  |  | Kornelia + Publiusz Korneliusz Lentulus Marcelin | Kornelia + Publiusz Korneliusz Lentulus Marcelin | Kornelia + Publiusz Korneliusz Lentulus Marcelin | Kornelia + Publiusz Korneliusz Lentulus Marcelin | Kornelia + Publiusz Korneliusz Lentulus Marcelin | Kornelia + Publiusz Korneliusz Lentulus Marcelin |  |  |  |  |  |  |  |  |  |  |  |  |  |  |  |  |  |  |  |  |  |  |  |  |  |  |  |  |  |  |  |  |  |  |  |  |  |  |  |  |  |  |  |  |  |  |  |  |  |  |  |  |  |  |  |  |  |  |  |  |  |  |  |  |  |  |  |  |
| Cecylia Metella westalka | Cecylia Metella westalka | Cecylia Metella westalka | Cecylia Metella westalka | Cecylia Metella westalka | Cecylia Metella westalka |  |  | Cecylia Metela Balearyka                                                    | Cecylia Metela Balearyka                                                    | Cecylia Metela Balearyka                                                    | Cecylia Metela Balearyka                                                    | Cecylia Metela Balearyka                                                    | Cecylia Metela Balearyka                                                    |  |  | Kwintus Cecyliusz Metellus Nepos konsul 98 p.n.e. + Serwilia | Kwintus Cecyliusz Metellus Nepos konsul 98 p.n.e. + Serwilia | Kwintus Cecyliusz Metellus Nepos konsul 98 p.n.e. + Serwilia | Kwintus Cecyliusz Metellus Nepos konsul 98 p.n.e. + Serwilia | Kwintus Cecyliusz Metellus Nepos konsul 98 p.n.e. + Serwilia | Kwintus Cecyliusz Metellus Nepos konsul 98 p.n.e. + Serwilia |  |  | Kwintus Cecyliusz Metellus Celer | Kwintus Cecyliusz Metellus Celer | Kwintus Cecyliusz Metellus Celer | Kwintus Cecyliusz Metellus Celer | Kwintus Cecyliusz Metellus Celer | Kwintus Cecyliusz Metellus Celer |  |  |                                                                            |                                                                            |                                                                            |                                                                            |                                                                            |                                                                            |  |  | Cecylia Metella + Appiusz Klaudiusz Pulcher | Cecylia Metella + Appiusz Klaudiusz Pulcher | Cecylia Metella + Appiusz Klaudiusz Pulcher | Cecylia Metella + Appiusz Klaudiusz Pulcher | Cecylia Metella + Appiusz Klaudiusz Pulcher | Cecylia Metella + Appiusz Klaudiusz Pulcher |  |  | Kwintus Cecyliusz Metellus Kreteński konsul 69 p.n.e.                      | Kwintus Cecyliusz Metellus Kreteński konsul 69 p.n.e. | Kwintus Cecyliusz Metellus Kreteński konsul 69 p.n.e. | Kwintus Cecyliusz Metellus Kreteński konsul 69 p.n.e. | Kwintus Cecyliusz Metellus Kreteński konsul 69 p.n.e. | Kwintus Cecyliusz Metellus Kreteński konsul 69 p.n.e. |  |  | Lucjusz Cecyliusz Metellus konsul 68 p.n.e.                              | Lucjusz Cecyliusz Metellus konsul 68 p.n.e.                              | Lucjusz Cecyliusz Metellus konsul 68 p.n.e.                              | Lucjusz Cecyliusz Metellus konsul 68 p.n.e.                              | Lucjusz Cecyliusz Metellus konsul 68 p.n.e.                              | Lucjusz Cecyliusz Metellus konsul 68 p.n.e.                              |  |  | Marek Cecyliusz Metellus pretor 69 p.n.e. | Marek Cecyliusz Metellus pretor 69 p.n.e. | Marek Cecyliusz Metellus pretor 69 p.n.e. | Marek Cecyliusz Metellus pretor 69 p.n.e. | Marek Cecyliusz Metellus pretor 69 p.n.e. | Marek Cecyliusz Metellus pretor 69 p.n.e. |  |  | Publiusz Serwiliusz Watia Izauryjski konsul 79 p.n.e. | Publiusz Serwiliusz Watia Izauryjski konsul 79 p.n.e. | Publiusz Serwiliusz Watia Izauryjski konsul 79 p.n.e. | Publiusz Serwiliusz Watia Izauryjski konsul 79 p.n.e. | Publiusz Serwiliusz Watia Izauryjski konsul 79 p.n.e. | Publiusz Serwiliusz Watia Izauryjski konsul 79 p.n.e. |  |  | Publiusz Korneliusz Scypion Nazyka pretor 93 p.n.e. + Licynia | Publiusz Korneliusz Scypion Nazyka pretor 93 p.n.e. + Licynia | Publiusz Korneliusz Scypion Nazyka pretor 93 p.n.e. + Licynia | Publiusz Korneliusz Scypion Nazyka pretor 93 p.n.e. + Licynia | Publiusz Korneliusz Scypion Nazyka pretor 93 p.n.e. + Licynia | Publiusz Korneliusz Scypion Nazyka pretor 93 p.n.e. + Licynia |  |  |                                                      |                                                      |                                                      |                                                      |                                                      |                                                      |  |  | Kornelia + Publiusz Korneliusz Lentulus Marcelin | Kornelia + Publiusz Korneliusz Lentulus Marcelin | Kornelia + Publiusz Korneliusz Lentulus Marcelin | Kornelia + Publiusz Korneliusz Lentulus Marcelin | Kornelia + Publiusz Korneliusz Lentulus Marcelin | Kornelia + Publiusz Korneliusz Lentulus Marcelin |  |  |  |  |  |  |  |  |  |  |  |  |  |  |  |  |  |  |  |  |  |  |  |  |  |  |  |  |  |  |  |  |  |  |  |  |  |  |  |  |  |  |  |  |  |  |  |  |  |  |  |  |  |  |  |  |  |  |  |  |  |  |  |  |  |  |  |  |